# Kottenhain
Kottenhain ist ein Ortsteil der Stadt Blankenhain im Landkreis Weimarer Land, Thüringen.

## Geografie und Geologie
Das ehemalige Gut Kottenhain ist 3,5 km von Blankenhain entfernt. Die Gemarkung liegt auf einer mittleren Höhe von 441 m über NN auf der zweiten Etage einer Hochebene an einem Nordhang auf flachgründigen, grundwasserfernen, steinreichen Muschelkalkboden, der auch noch ein geringes Festhaltevermögen besitzt. Der Ort liegt dazu noch peripher von Alt/Neudörnfeld, Lengefeld und Wittersroda entfernt. Mit einer Ortsverbindungsstraße ist aber der Anschluss an die Bundesstraße 85 und Landesstraße 2309 gegeben. Nachbardörfer sind noch Lotschen und Drößnitz.

## Geschichte
Wolfgang Kahl weist den 14. Mai 1366 als urkundliche Ersterwähnung des Weilers/Gutes nach. Um 1500 fiel der Weiler wüst. 1573 war das Dorf wieder Gutshof und Schäferei. Es gab sogar eine Kirche, stellte man später bei Abrissarbeiten fest. 1582 wurde ein Weingarten auf dem Land des Gutes errichtet. 1839 wurde das Gut als Kammergut geführt. 1945–1955 war das Anwesen Eigentum des Kreises Weimar, dann musste es vom VEG Neudörnfeld übernommen werden.

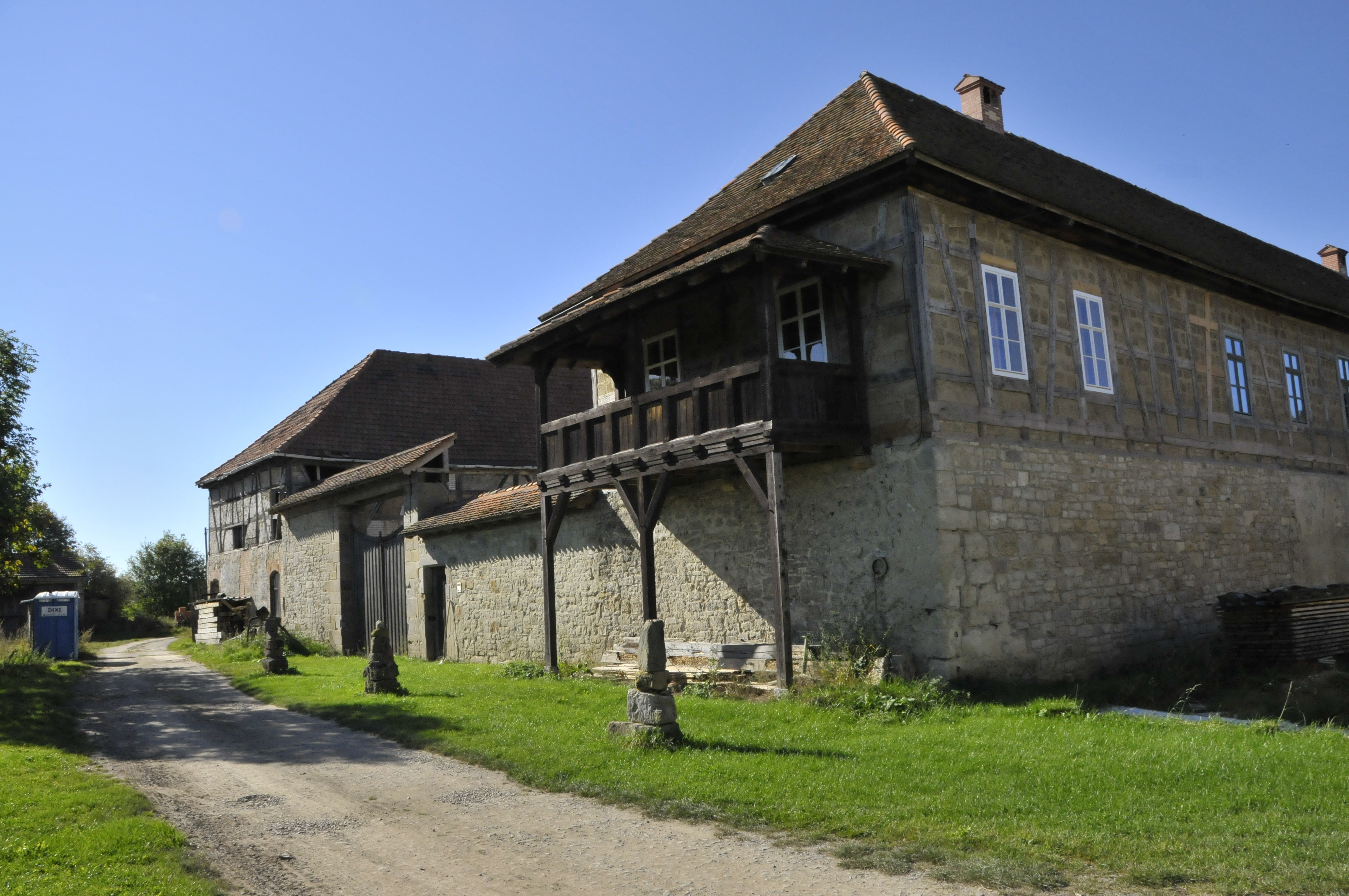
Der alte Gutshof

Es stehen noch 13 Gebäude ohne dörfliche Anordnung auf einem 4,6 ha großen eingezäunten Grundstück. Bauliche Reste aus dem 19. Jahrhundert sind noch vorhanden. Dieses Grundstück ist von Feldern und im Westen von einem Wäldchen umgeben. Man bezeichnet den Ort als Siedlungswüste, die Felder werden jedoch bewirtschaftet. 1992 hat der letzte Bewohner den Ort verlassen. Das Objekt konnte die Treuhand-Liegenschafts-Gesellschaft nicht verkaufen. 1996 bewarb sich die Kottenhain GbR um das Objekt, was sie zur Betreuung erhalten hat.
In Kottenhain leben wieder 19 Personen.